# FIFA Order of Merit
Die FIFA Order of Merit (FIFA-Verdienstorden) ist die höchste von der FIFA verliehene Auszeichnung. Sie wird jährlich auf dem FIFA-Kongress verliehen. Die Order of Merit erhalten normalerweise Menschen, die einen nennenswerten Beitrag zum Fußball leisteten. 
Auf der Jahrhundertfeier der FIFA 2004 wurde eine neue Auszeichnung vorgestellt, die jedes Jahrzehnt verliehen wird, und die nun auch Fans, Verbände, Vereine etc. bekommen können. Man nennt sie die FIFA Centennial Order of Merit (FIFA Hundertjahr-Verdienstorden).

## Liste der Preisträger
Neben den genannten Preisträgern ist der FIFA Order of Merit auch an Fußball-Offizielle und andere Persönlichkeiten verliehen worden.

### Verbände und Vereine
| Preisträger                              | Jahr | Nationalität | Anmerkungen      |
| ---------------------------------------- | ---- | ------------ | ---------------- |
| Asociación Uruguaya de Fútbol            | 2004 | Uruguay      | Centennial Award |
| Confédération Africaine de Football      | 2004 |              | Centennial Award |
| International Football Association Board | 2004 |              | Centennial Award |
| FC Sheffield                             | 2004 | England      | Centennial Award |
| Real Madrid                              | 2004 | Spanien      | Centennial Award |

### Fußballspieler und -trainer
| Preisträger        | Jahr | Nationalität          | Anmerkungen           |
| ------------------ | ---- | --------------------- | --------------------- |
| Franz Beckenbauer  | 1984 | Deutschland           | Centennial Award 2004 |
| Bobby Charlton     | 1984 | England               |                       |
| Pelé               | 1984 | Brasilien             | Centennial Award 2004 |
| Dino Zoff          | 1984 | Italien               |                       |
| Lew Jaschin        | 1988 | Sowjetunion           |                       |
| Antonio Carbajal   | 1992 | Mexiko                |                       |
| Stanley Matthews   | 1992 | England               |                       |
| Gunn Nyborg        | 1994 | Norwegen              |                       |
| Francisco Varallo  | 1994 | Argentinien           |                       |
| Alfredo Di Stéfano | 1994 | Argentinien/ Spanien  |                       |
| Eusébio            | 1994 | Portugal              |                       |
| Just Fontaine      | 1994 | Frankreich            |                       |
| Ferenc Puskás      | 1994 | Ungarn/ Spanien       |                       |
| Obdulio Varela     | 1994 | Uruguay               |                       |
| Fritz Walter       | 1994 | Deutschland           |                       |
| Zico               | 1996 | Brasilien             |                       |
| Bobby Moore        | 1996 | England               |                       |
| Salif Keïta        | 1996 | Mali                  |                       |
| Michelle Akers     | 1998 | Vereinigte Staaten    |                       |
| Larbi Ben Barek    | 1998 | Marokko               |                       |
| Gilmar             | 1998 | Brasilien             |                       |
| Gerd Müller        | 1998 | Deutschland           |                       |
| Fernand Sastre     | 1998 | Frankreich            |                       |
| Nikita Simonjan    | 2000 | Russland              |                       |
| Ivan Toplak        | 2000 | Slowenien             |                       |
| René Hüssy         | 2002 | Schweiz               |                       |
| Dawit Qipiani      | 2002 | Georgien/ Sowjetunion |                       |
| Miljan Miljanić    | 2002 | Jugoslawien           |                       |
| Johnny Warren      | 2004 | Australien            |                       |
| Alexei Paramonow   | 2006 | Russland              |                       |
| Paolo Maldini      | 2008 | Italien               |                       |
| Bobby Robson       | 2009 | England               |                       |
| Johan Cruyff       | 2010 | Niederlande           |                       |
| Alcides Ghiggia    | 2010 | Uruguay               |                       |
| Steve Sumner       | 2010 | Neuseeland            | Centennial Award 2004 |
| Winston Chung-Fah  | 2012 | Jamaika               |                       |
| Óscar Tabárez      | 2012 | Uruguay               |                       |

### Schiedsrichter
| Preisträger          | Jahr | Nationalität | Anmerkungen |
| -------------------- | ---- | ------------ | ----------- |
| Nikolai Latyschew    | 1987 | Sowjetunion  |             |
| Pedro Escartín       | 1988 | Spanien      |             |
| Tiny Wharton         | 1992 | Schottland   |             |
| Javier Arriaga Muñiz | 1996 | Mexiko       |             |
| Farouk Bouzo         | 1996 | Syrien       |             |
| Fernando G. Álvarez  | 2005 | Philippinen  |             |
| Hari Raj Naicker     | 2012 | Fidschi      |             |